# À bâbord!
À bâbord! est un magazine québécois de gauche publiant 4 fois par année et traitant de problématiques sociales et politiques. La revue est fondée en 2003 par un groupe de travailleurs, d'intellectuels et de militants. Elle se distingue par sa structure de gestion non-hiérarchique et par son processus d'édition collectif.

## Histoire de la revue
À bâbord! est fondée en 2003 par un groupe de militants, de syndicalistes et de travailleurs du secteur communautaire qui voient la nécessité d'un média alternatif au Québec. Au printemps, l'équipe publie l'ancêtre de la publication, intitulé Espace des possibles. À l'automne suivant, le premier numéro d'À bâbord! paraît. Les membres du collectif à sa formation comprennent Luciano Benvenuto, Monique Moisan, Pierre Mouterde, Alain Marcoux, Claude Rioux et Gaétan Breton. La revue est créée dans le contexte de l'élection de Jean Charest en tant que premier ministre du Québec et présente une caricature du politicien sur la couverture de son premier numéro. La publication connait rapidement du succès, et est tirée à plus de 3500 exemplaires par numéro après sa première année.
En juin 2008, la publication fait face à une poursuite de la part d'Andy Srougi, membre du groupe de pression masculiniste Fathers 4 Justice, à la suite d'un article de la militante féministe Barbara Legault paru dans la revue. D'un montant de 24 000$, la poursuite menace alors la survie du magazine et l'oblige à brièvement éviter de traiter du mouvement masculiniste dans ses pages. La poursuite est finalement rejetée en septembre de la même année.
Depuis 2020, les archives de la revue sont disponibles par le biais de la plateforme Érudit et, depuis 2018, sur le site Les Classiques des sciences sociales de l'Université du Québec à Chicoutimi. À bâbord! est membre de la Société de développement des périodiques culturels québécois (SODEP).
Le financement de la revue provient des ventes, incluant ses abonnements, d'une subvention de Patrimoine Canada et de revenus publicitaires.

### Ligne éditoriale
À bâbord! fonctionne de manière collective et non-hiérarchique. Les thématiques des numéros sont choisies au préalable par le collectif de rédaction. La revue est, dès sa création, indépendante. Son mandat est de proposer un espace d'information, de critique et d'analyse des problématiques sociales et politiques dans le but d'appuyer les mouvements sociaux d'origine populaire. Bien qu'elle n'aie pas de ligne éditoriale clairement définie, la revue entretient des valeurs anti-néolibérales, altermondialistes et féministes. Cela a pour effet la représentation d'un large éventail des différentes tendances de gauche au sein de la publication.

## Comité de rédaction et contributeurs
Les contributeurs à la revue sont généralement bénévoles, à l'exception de trois contractuels qui assurent la production de la revue. Un comité de coordination bénévole assure le fonctionnement administratif de la revue. En date de 2022, le comité de coordination comprend Claude Vaillancourt, Isabelle Bouchard et Yannick Delbecque.  Le collectif de rédaction est composé de militantes et militants bénévoles et est en roulement constant, il est  généralement formé de 20 à 30 membres.